# Ester Havlová
Ester Havlová (* 23. března 1967 v Praze) je česká fotografka, specializující se na fotografii architektury. Vystudovala Střední průmyslovou školu grafickou a FAMU v Praze. Zabývá se také publikační činností, je spoluautorkou několika knih fotografií.

## Život
Narodila se 23. března 1967 v Praze a výtvarné nadání zdědila po rodičích. Po ukončení studia na Střední průmyslové škole grafické, obor užitá fotografie, v roce 1985, získávala zkušenosti jako fotografka. Nejprve byla zaměstnána v propagaci podniku Intersigma, dále v letech 1985-1987 ve Výzkumném ústavu rostlinné výroby a v roce 1987-1988 v Národním divadle.
V roce 1988 byla přijata na FAMU, kde studovala na katedře umělecké fotografie u doc. Pavla Štechy, doc. Jaroslava Krejčího a doc. Miroslava Vojtěchovského. Studium ukončila v roce 1993 závěrečnou magisterskou prací Problematika divadelní fotografie a získáním titulu MgA.
Během studií absolvovala v roce 1991 stáž na Middlessex polytechnic v Londýně a v roce 1992 stáž na Nottingham polytechnic v Nottinghamu v Anglii. Od roku 1993 pracuje jako samostatná fotografka se specializací na fotografie současné i historické architektury, divadelní fotografie a dokumentace výtvarných děl. Od roku 1996 je členkou společnosti CORA (Centrum pro ochranu a restaurování architektury). Je vdaná, má dvě dcery.

## Dílo
Ester Havlová je považována především za fotografku architektury, historické i moderní. V počátcích své tvorby se věnovala i divadelní fotografii
Další zajímavou oblastí její činnosti je dokumentace tvorby umělců a výtvarníků. V letech 1989–1990 vytvořila reprodukce obrazů současných malířů pro obálky knih nakladatelství Československý spisovatel (11 titulů). Přispívá svými fotografiemi do odborných časopisů, ročenek, monografií a knižních publikací. Při své práci spolupracuje úzce s architekty (Roman Koucký, Markéta Cajthamlová, HŠH, A69, CMC, D3A, Zdeněk Fránek, Sporadical, Jan Stempel, Ivan Kroupa, Wurm+Wurm), historiky umění a architektury (Zdeněk Lukeš, Jan E. Svoboda, Jan Sedlák, Rostislav Švácha), výtvarníky (Robert Piesen, Aleš Veselý) i s dalšími fotografy (Karel Cudlín aj.).
Pořádá pravidelně tematické výstavy svých fotografií, často doprovázených i vydáním fotografických publikací. Výjimkou mezi klasickými knižními publikacemi se stala publikace Fragmenty z roku 2009. Jedná se o netradiční, nestránkovanou „knihu fotografií“, kterou tvoří třípatrové speciální papírové pouzdro ve vzhledu kazetového fotoaparátu Sinar. Pouzdro obsahuje celkem 30 fotografií dvojího formátu a brožuru s doprovodnými texty. Na těchto fotografiích, jak název publikace napovídá, autorka představuje, s vytříbeným výtvarným citem, charakteristické detaily známých českých i zahraničních staveb. Zaměřuje se na průhledy, schodiště, stropy, sloupoví, fasády a jejich struktury a barevné kompozice. Ve velké většině se jedná o moderní architekturu, jednou z výjimek je Větrný tunel z let 1934–1936 v Aerodynamickém parku Humboldtovy univerzity v Berlíně. V roce 2010 se s touto publikací dostala do druhého kola nominací na Czech Grand Design v kategorii Fotograf roku 2009. V roce 2011 obdržela Cenu Czech Grand Design 2010 v kategorii Fotograf roku za autorský podíl na monografii Josef Gočár a za mapu pražského metra.
Vedle své profese tvoří volné cykly nalezených fotografií, které mají blízko ke street artu.

### Výstavy (výběr)

#### Samostatné výstavy
- Pokoušení divadlem, FAMU, Praha, 1992
- Divadelní fotografie, Nottingham Polytechnic, 1992
- CID, Síň Ružodolská, Liberec, 1993
- Min Tanaka, prodejna AZ FOTO, Praha, 1994
- Praha 1891-1918, Galerie J. Fragnera, Praha, 1997
- Praha 1891-1918, Stará radnice, Havlíčkův Brod, 1998
- Tři kapitoly o architektuře, Praha City Center, Praha, 2000
- Portrét tanečníka, Galerie Luka, Praha, 2002
- Splátka dluhu, Galerie J. Fragnera (společně s K. Cudlínem), 2002
- Emil Králíček, Galerie J. Fragnera, 2004
- Pražská secese očima Ester Havlové, doprovodná výstava světového kongresu UIA, Generální konzulát ČR, Istanbul, 2005
- Český architektonický kubismus, Galerie J. Fragnera, Praha, 2006, (putovní výstava po světových městech: Drážďany, Paříž, Lucemburk, New York, Helsinky, Tokio, Mnichov, Madrid)
- Fragmenty, AMO Olomouc, 2009
- Fragmenty, Futurista Universum, Praha, 2010
- Bilder vom Theater, Galerie auf der Pawlatsche, Vídeň, 2010
- Divadelní fotografie, Galerie Keramos, Český Brod, 2011
- Místa, kde se nespěchá, Forum experimentalle architektur, MQ Wien, 2012
- Sempre piano, Kostel sv. Vavřince, Praha, 2013
- Lausitz jedenácti, Nikon Photo Gellery, Praha, 2015
- Fragments, Irish Architectural Archiv, Dublin, 2016
- Done & Fotografie, Chiesa di San Francisco, Udine, 2017
- Bound to Architecture Photographs, BBLA Gallery, New York, 2017
- Moderní schodiště, FAST VUT, Brno, 2017

#### Společné výstavy
- FAMU, Galerie FOMA, Praha, 1991
- Fotodiagonale, Kulturverkstate Ost, Mnichov, 1992
- FAMU, Galerie 4, Cheb, 1992
- FAMU, Dům umění, Brno, 1992
- Min Tanaka, galerie divadla E.F.Buriana, Praha, 1992
- FAMU, Lichtenštejnský palác, Praha, 1993
- Divadelní fotografie, FAMU Praha, 1993
- FAMU, Interkamera, Praha, 1993
- Divadelní fotografie, Pražské Quadrienale 99, 1999
- Form + Nonform, Batiment Jean Monnet, Luxembourg, 2005

### Publikace
- Lapidárium, (básně: M. Vodička), Kruh, 1985
- Ringhofferova továrna (Tatra Smíchov), (text: Z. Lukeš), pro IMMO FUTURE 6, vlastní neevidované vydání, 1996
- Vila M. Friče, (text: kolektiv autorů), CORA, 1996
- Praha 1891 - 1918, (text: Z. Lukeš, J.E. Svoboda), Libri, 1997
- Praha 1610-1700 : kapitoly o architektuře raného baroka, (text: P. Vlček), Libri, 1998
- Česká architektura 1989 - 1999, (text: P. Kratochvíl, P. Halík), Prostor, 1999
- Praha 1919 - 1940, (text: J. E. Svoboda, J. Noll), Libri, 2000
- Kniha 1, (text: R. Koucký), Zlatý řez, 2000
- Robert Piesen, (text: kolektiv autorů), Nakl. Franze Kafky, 2001
- Splátka dluhu, (text: Z. Lukeš), Fraktály, 2002
- Tančící dům, (text: I. Fialová), Zlatý řez, 2003
- Annalogie, (text: A. Cermanová], ArtNow, 2003
- Architektura a její přísnost, (text: R. Švácha), Prostor, 2004
- Emil Králíček, (text: Z. Lukeš, V. Hnídková), Galerie J. Fragnera, 2004
- 100 staveb, moderní architektura Středočeského kraje, (text: Z. Lukeš), Titanik, 2006
- Český architektonický kubismus, (text: Z. Lukeš), Galerie J. Fragnera, 2006
- Úřad Kreátora, (text: R. Koucký), Zlatý řez, 2008
- Praha 3 - Urbanismus - Architektura, (text: Z. Lukeš, J. Sedlák), Titanic 2008
- Fragmenty, (text: J. Potůček, R. Koucký, F. Staněk), Titanik, 2009
- Josef Gočár, (text: kolektiv autorů), Titanik, 2010
- Liebe Lausitz, Mitteldeutcher verlag, 2012
- Legiobanka, Titanic, 2015
- Šupichovy domy, Palác Rokoko, 2015
- Pražské veduty, IPR, 2018
- Mosty, Roman Koucký, 2018
- Sídliště Kladno Rozdělov, Halda, 2018

#### Firemní publikace a katalogy
- Katalogy k výstavám sochaře Aleše Veselého, 1998–2000
- Firemní publikace SIPRAL 2000, (text: I. Fialová), Sipral a.s., 1999
- Kolektivní katalog k výstavě Form + Nonform, 2005
- Kolektivní katalog k doprovodným výstavám světového kongresu UIA, 2005
- Katalog HALLA 2012/2013 – Průvodce světlem, 2012
- AUMA, Industrial architecture as cultural statement, Auma Riester, 2013

### Technika
V roce 2004 se začala zajímat o práci s digitální fotografickou technikou a po ověření jejích možností, začala po roce používat digitální fotoaparát pro svou práci. Při fotografování architektury snímá historické objekty černobíle a moderní
stavby barevně. Fotografie upravuje ve Photoshopu. Fotografuje přístrojem Nikon D2X a používá objektivy Nikkor 12–24 mm, 35–70 mm a 70–300 mm.a v současné době používá Fujifilm GFX 50S

## Ocenění
- Cena Czech Grand Design 2009, 2. místo v kategorii Fotograf roku za soubor fotografií a publikaci Fragmenty,
- Cena Czech Grand Design 2010 vítěz v kategorii Fotograf roku za autorský podíl na monografii Josef Gočár a za mapu pražského metra

Nejkrásnější české knihy:
- 1. místo v kategorii obrazové publikace za publikaci kolektivu autorů: Robert Piesen, 2002
- 1. místo v kategorii vědecká a odborná publikace za publikaci Rostislava Šváchy: Česká architektura a její přísnost. Padesát staveb 1989-2004, 2004
- 2. místo v kategorii vědecká a odborná publikace za publikaci Zdeňka Lukeše a Jana Sedláka: Praha 3 - Urbanismus - Architektura, 2009

Ester Havlová je zastoupena ve Zlatém fondu Národního muzea fotografie.